# Мортимер, Матильда
Матильда Мортимер или Мод Мортимер (англ. Maud Mortimer; примерно 1307 — после августа 1345) — английская аристократка, дочь Роджера Мортимера, 1-го графа Марча, и Жанны де Женевиль, 2-й баронессы Женевиль в своём праве (suo jure). Принадлежала по рождению к одному из самых влиятельных родов Валлийской марки. До 13 апреля 1319 года отец выдал Матильду за Джона Черлтона, сына и наследника 1-го барона Черлтона. После Войны Диспенсеров Матильда, в отличие от сестёр, не оказалась в заточении, хотя её свёкор участвовал в мятеже. Известно, что она ещё была жива в августе 1345 года. Муж Матильды стал 2-м бароном Черлтон в 1353 году.
У Матильды был сын Джон, ставший 3-м бароном Черлтон.